# Crassignatha ertou
Crassignatha ertou is een spinnensoort uit de familie Symphytognathidae. De soort komt voor in China.